# Hellmut Zschoch
Hellmut Zschoch  (* 16. April 1957 in Idar-Oberstein) ist ein evangelischer Theologe. Von 1995 bis 2022 war er Professor für Kirchengeschichte an der Kirchlichen Hochschule Wuppertal.

## Leben
Nach dem Abitur in Mainz studierte Zschoch von 1975 bis 1980 Evangelische Theologie an der Johannes Gutenberg-Universität Mainz und an der Ludwig-Maximilians-Universität München. Anschließend war er Vikar im oberhessischen Lich. Zwischen 1982 und 1986 war Zschoch Assistent am Institut für Kirchengeschichte der Ludwig-Maximilians-Universität München, wo er 1987 bei Reinhard Schwarz über Conrad von Zenn und sein Liber de vita monastica zum Doctor theologiae promovierte.
Im Anschluss wirkte Zschoch vier Jahre als Gemeindepfarrer in Wald-Michelbach, bevor er 1990 als Oberassistent und Privatdozent an die Ludwig-Maximilians-Universität München zurückkehrte.
1993 habilitierte sich Hellmut Zschoch in München mit der Schrift Reformatorische Existenz und konfessionelle Identität: Urbanus Rhegius als evangelischer Theologe in den Jahren 1520 bis 1530 in Kirchengeschichte. Es folgte 1993 eine Lehrstuhlvertretung an der Eberhard Karls Universität Tübingen, bevor er 1995 als Nachfolger von Hans Scholl an die Kirchliche Hochschule Wuppertal berufen wurde. Am 22. Juli 2022 wurde er im Semesterabschlussgottesdienst in Wuppertal entpflichtet.
Zschoch ist ein renommierter Kenner und Interpret christlicher Dichtung und Literatur der Neuzeit. Das Christentum des hohen und späten Mittelalters ist ein weiterer Schwerpunkt seiner Forschungen.
Daneben ist Zschoch Autor von sechs bedeutenden Beiträgen im BBKL, so zu Urbanus Rhegius, Artikeln des Lexikons Religion in Geschichte und Gegenwart, etwa zu den Augustinereremiten, und der Theologischen Realenzyklopädie. In der TRE stammen die Artikel über Friedrich von Spee und Gerhard Tersteegen aus seiner Feder.